# 新西兰工人党 (2006年)
新西兰工人党（英語：Workers' Party of New Zealand）是新西兰的一个已不存在的共产主义政党。2002年，当时的毛主义政党新西兰工人党和南岛的托洛茨基主义组织“革命”组成选举联盟“反资本主义联盟”。2004年，新西兰工人党和“革命”合并为“革命工人联盟”。2006年，反资本主义联盟改组为新西兰工人党，并取得注册政党资格，革命工人联盟也成为新西兰工人党的一部分。2011年5月20日，该党失去注册政党资格。2013年2月，该党决定从“群众性工人政党”转变为“战斗宣传团体”，并改名为“反击”。
该党的意识形态是社会主义、共产主义、马克思主义、反资本主义。该党的最后一任全国组织者和书记是丽贝卡·布罗德。